# Revenger
Pour plus de détails, voir Fiche technique et Distribution.
Revenger (The Assignment) est un film américano-canado-français réalisé par Walter Hill, sorti en 2016.

## Synopsis
Ancienne chirurgienne brillante, Rachel Jane est aujourd'hui internée dans un hôpital psychiatrique. Elle est évaluée et interrogée par le Dr. Ralph Galen. Elle lui raconte que trois ans plus tôt, son frère Sebastian a été tué par un mystérieux tueur à gages sans pitié, connu sous le nom de Franck Kitchen. Bien décidée de se venger du meurtrier de son frère, Rachel veut faire payer à Frank son crime au-delà de l’imaginable, tout en lui offrant la possibilité de devenir une nouvelle personne... Après s'être fait kidnapper, Franck se réveille avec un nouveau visage... et dans un corps de femme. Comprenant qu’il fait l’objet d’une terrible manipulation, c’est à son tour de se venger.

## Fiche technique
- Titre original américain : The Assignment
- Titre original français : Revenger
- Titres de travail : Tomboy, a Revenger's Tale / (Re) Assignment
- Réalisation : Walter Hill
- Scénario : Denis Hamill et Walter Hill
- Décors : Renee Read
- Costumes : Ellen Anderson
- Photographie : James Liston
- Montage : Phil Norden
- Musique : Giorgio Moroder et Raney Shockne
- Production : Saïd Ben Saïd et Michel Merkt
- Coproducteur : John Lind
- Producteurs associés : Kevin Chneiweiss et Todd Giroux
- Sociétés de production : SBS Films et The Solution Entertainment Group [1]
- Sociétés de distribution : Saban Films (États-Unis), SBS Distribution (France)
- Budget : inférieur à 3 millions de dollars
- Pays d'origine :  États-Unis,  France,  Canada
- Langue originale : anglais
- Format : couleur
- Genre : thriller
- Durée : 95 minutes
- Dates de sortie [2] : 
  -  Canada : 11 septembre 2016 (festival international du film de Toronto)
  -  France :
    - 9 octobre 2016 (festival Lumière) [3]
    - 23 mars 2017 (vidéo à la demande)

  -  États-Unis :
    - 3 mars 2017 (vidéo à la demande)
    - 7 avril 2017 (sortie limitée en salles)
- Classification :
  -  États-Unis : R - Restricted [4]

## Distribution
- Michelle Rodríguez (VF : Géraldine Asselin) : Frank Kitchen
- Sigourney Weaver (VF : Tania Torrens) : Dr. Rachel Jane
- Tony Shalhoub (VFB : Peppino Capotondi) : Dr. Ralph Galen

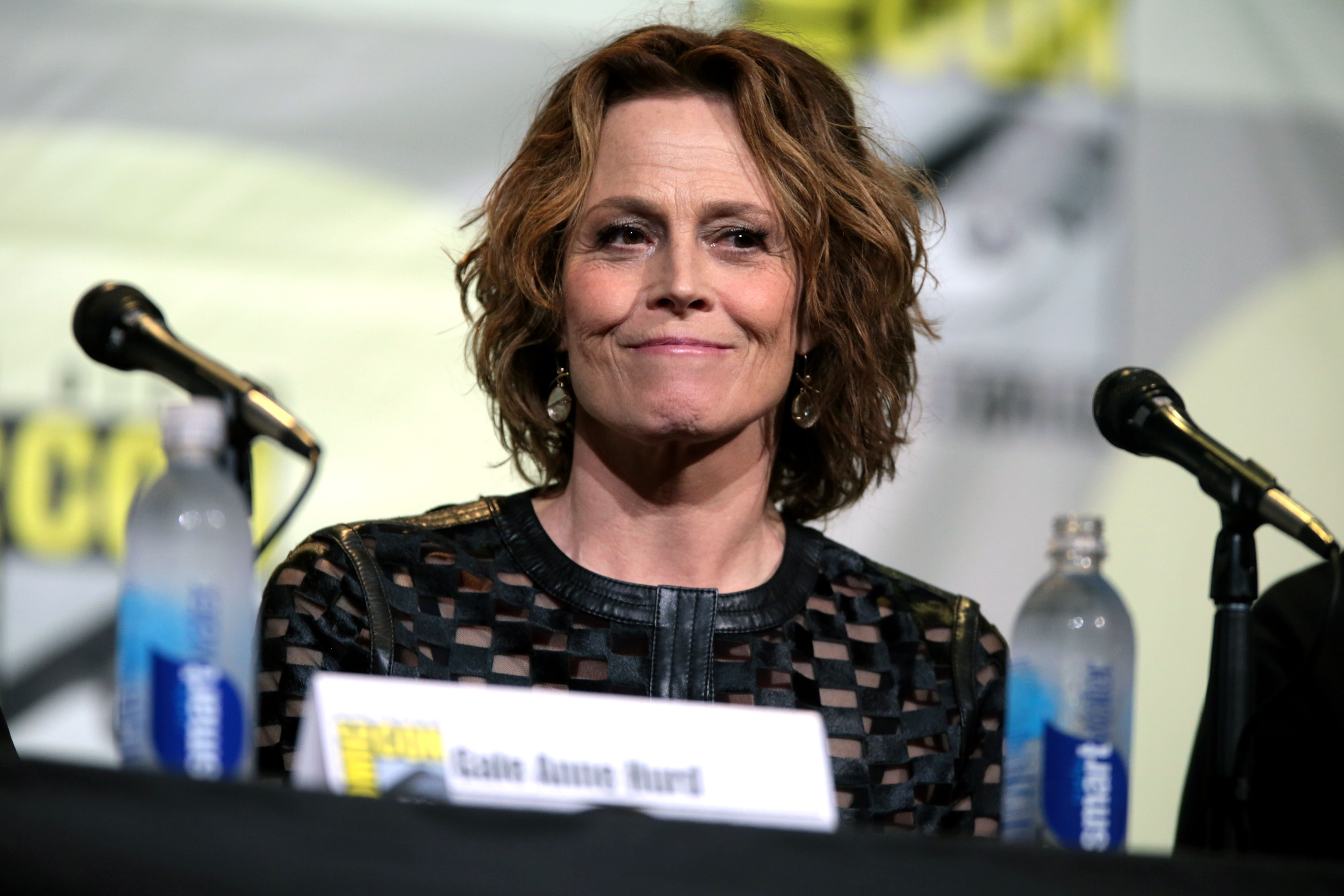
L'actrice Sigourney Weaver, l'année de sortie du film.

- Anthony LaPaglia (VFB : Daniel Nicodème) : « Honest » John Hartunian (John « le réglo » en VF)
- Terry Chen (VFB : David Manet) : Dr. Lin
- Paul McGillion : Paul Wincott
- Caitlin Gerard (VFB : Maïa Baran) : Johnnie
- Brent Langdon (VFB : Michel Hinderyckx) : Dr. Turley
- Adrian Hough (VFB : Philippe Résimont) : Sebastian Jane
- Zak Santiago : Edward Gonzalez
- John Callander (VFB : Thierry Janssen) : le manager de l'hôtel

Source et légende : Version française (VF) sur carton du doublage français

## Production

### Genèse et développement
En 1978, le scénariste Denis Hamil écrit la première ébauche d'un script intitulé Tom Boy. Il raconte l'histoire d'un délinquant juvénile qui kidnappe et tue la femme d'un chirurgien plastique. Le criminel est ensuite arrêté puis emprisonné. Le mari le capture à son tour et le transforme en femme. Walter Hill est séduit par l'idée dont il aime « l'audace [...] et le potentiel ». Le réalisateur acquiert les droits du scénario avec son propre argent dix ans après l'avoir lu pour la première fois. Mais il ne parvient pas à concrétiser le projet. Quinze ans plus tard, il retrouve l'ébauche du script et reprend une option sur les droits pensant cette fois pouvoir mener à bien le film. Début 2016, Walter Hill publie en France la BD Corps et âme scénarisée par Matz et dessinée par Jef, en parallèle au film,. Le projet est notamment financé par le producteur franco-tunisien Saïd Ben Saïd.

### Attribution des rôles
Sigourney Weaver tourne pour la première fois sous la direction de Walter Hill. Ils avaient cependant travaillés ensemble sur la saga Alien où il officie comme producteur et scénariste. Sigourney Weaver retrouve par ailleurs Michelle Rodríguez, croisée dans Avatar (2009).

### Tournage
Le tournage débute le 9 novembre 2015. Il a lieu à Vancouver.

## Accueil critique
Le film reçoit des critiques globalement négatives. Sur l'agrégateur américain Rotten Tomatoes, il récolte 34% d'opinions favorables pour 59 critiques et une note moyenne de 4,03⁄10. Sur Metacritic, il obtient une note moyenne de 34⁄100 pour 20 critiques.
Todd McCarthy de The Hollywood Reporter écrit cependant une critique positive du film qu'il décrit comme « le plus divertissant de Walter Hill et son plus accompli depuis longtemps ». Variety, Dennis Harvey écrit un article très négatif et pointe du doigt les clichés et les aspects involontairement drôles du film. Wendy Ide de Screen International écrit également une critique négative, malgré les citations de William Shakespeare et Edgar Allan Poe. Michelle Rodriguez reçoit cependant les honneurs de la presse allemande et reçoit le prix de la meilleure actrice décerné par Verband der Deutschen Filmkritik.
Le film est accusé par certaines personnes de véhiculer de la transphobie, certains associations appellent même au boycott,. Dans une interview pour The Hollywood Reporter, le réalisateur Walter Hill répond à ses détracteurs :

« Certains ont critiqué le film avant même la fin du tournage. Intellectuellement, ça m’a paru très faible. On m’a demandé de prendre la parole, or je suis mal à l’aise à l’idée de m’embarquer dans une lutte polémique. J’essaie d’être un conteur, mais j’ai toujours expliqué que mes films étaient déjà une réponse aux critiques formulées et il n’y a rien dans Revenger pour rendre la démarche d’une personne transgenre plus difficile et il n’y a rien qui aille contre les personnes transgenre. Je les soutiens. En ce qui concerne le film, j’ai parlé à deux personnes transgenre qui l’ont vu, et n’y portent pas d’objection. Nous vivons désormais dans un pays où il existe une forme de fluidité sexuelle pourrait-on dire. C’est très différent de l’époque dans laquelle j’ai grandi. Je pense que c’est une bonne chose. Je crois que c’est un changement pour le meilleur, que c’est sain. L’ambition du film est de divertir au sein d’un univers noir, venu du pulp. Ce n’est certainement pas un drame lourd basé sur les problématiques de notre réalité sociale, il me semble. »

— Walter Hill, The Hollywood Reporter
Sorti en vidéo à la demande dans la plupart des pays, le film connait cependant une sortie limitée dans quelques salles dans le monde. Il ne récolte ainsi que 388 789 $ de recettes au box-office.